# Amanita subjunquillea
Espèce
Synonymes
- Amanita subjunquillea var. alba Zhu L.Yang[2]
- Amanitina subjunquillea (S.Imai) E.-J.Gilbert[2]

Amanita subjunquillea (en japonais Tamago-take-modoki (擬 卵 茸)) est une espèce de champignons appartenant au genre Amanita, présente en Asie de l'Est et du Sud. Proche de l'Amanite jonquille, elle provoque aussi des empoisonnements mortels.

## Description
Amanita subjunquillea produit un sporophore au chapeau jaune ocracé, à bord plus clair, mesurant de 3 à 7 cm, large, conique et convexe, puis plat, lisse, glabre, visqueux et rarement strié. Sa chair est blanche, fine, sans odeur ni goût. Ses lamelles sont libres et blanches. Son pied mesure de 6 à 11 cm de long. Il est épais, plein, effilé vers le haut et s'évasant vers le bas, coloré de blanchâtre à jaunâtre voire de brunâtre et fibrilleux à squamuleux. Son anneau apical est une fine membrane rayée de blanc et de jaunâtre. Sa volve membraneuse est blanche ou brune et présente 2 à 3 lobes. Ce champignon produit des spores hyalines, globuleuses à presque globuleuses, mesurant de 7 à 8 μm de long pour 7 à 7,5 μm de large.

## Espèce proche et variété
Amanita subjunquillea, proche d'Amanita junquilla qui a des spores ovoïdes, se distingue des autres Amanites du Japon par la présence de petites écailles fibreuses jaunâtres ou brunâtres sur son pied et par un anneau apical distinct. 
Une variété totalement blanche, Amanita subjunquillea var. alba se rencontre également dans le Sud-Ouest de la Chine, au Japon et dans le Nord de l'Inde.

## Écologie et répartition
Amanita subjunquillea est une espèce automnale de sous-bois, solitaire ou dispersée. Décrite depuis le Japon, elle est présente en Asie de l'Est et dans le sous-continent indien.

## Toxicité
Initialement peu reportée, la toxicité d'Amanita subjunquillea a été bien établie. Une étude coréenne révèle que ce champignon entraîne des effets similaires à l'Amanite phalloïde, c'est-à-dire des symptômes gastro-intestinaux, une hépatotoxicité et un taux de mortalité de 12,5 %.